# The Teen Idles
The Teen Idles war eine US-amerikanische Hardcore-Band aus Washington, D.C., die von 1979 bis 1980 existierte. Die Mitglieder der Teen Idles waren Nathan Strejcek, Geordie Grindle, Ian MacKaye und Jeff Nelson. Die Band nahm während ihres Bestehens zwei Demos und eine EP auf und war die erste Band, die auf dem Label Dischord Records veröffentlichte, das von MacKaye und Nelson gegründet worden war. Die Band gilt als Meilenstein im D.C. Hardcore und in der Straight-Edge-Bewegung. Inspiriert wurde sie von Hardcore-Bands wie Black Flag und Bad Brains. 1996 veröffentlichte Dischord eine EP mit alten Demoaufnahmen der Band als 100. Veröffentlichung des Labels.
Ende 1980 beschlossen die Teen Idles, sich aufzulösen, vor allem weil Grindle sich mit Nelson zerstritten hatte. Infolgedessen verließ Grindle die Band.

## Diskografie
- 1980: Minor Disturbance (EP, Dischord Records)
- 1996: Anniversary (EP, Dischord)